# Péter Kovács (Kunsthistoriker)
Péter Kovács (* 9. Februar 1939 in Budapest, Ungarn) ist ein ungarischer Kunsthistoriker.

## Leben und Wirken
Péter Kovács ist der Sohn von Barnabás Kovács († 1971) und Veronika „Erika“ geb. Pilinszky (1919–1975), der Schwester von János Pilinszky.
Er studierte von 1957 bis 1962 Kunstgeschichte an der Fakultät für Geisteswissenschaften der Eötvös-Loránd-Universität in Budapest. Ab 1962 war er wissenschaftlicher Mitarbeiter am „Szent István Király Múzeum“ in Székesfehérvár. Von 1986 bis 1992 war er dessen Direktor, von 1992 bis 2001 war er als leitender Berater tätig.
Neben seiner kunsthistorischen Arbeit, insbesondere zur Bildhauerei des 18. und 20. Jahrhunderts, organisierte er historische und zeitgenössische Kunstausstellungen. Von 1986 bis 1992 war er Herausgeber der Schriftenreihe A Szent István Király Múzeum közleményei.
Von 1977 bis 1980 war er Vizepräsident der Ungarischen Vereinigung bildender und angewandter Künstler (Magyar Képzőművészek és Iparművészek Szövetsége). Bis 1992 war er Mitglied des Kunsthistorischen Ausschusses der Ungarischen Akademie der Wissenschaften.
Péter Kovács veröffentlichte 2006 eine Autobiografie unter dem Titel Törmelék (dt. Schutt), in der auch Erinnerungen an die Familie Pilinszky beschrieben werden.

## Auszeichnungen
- 1983: Munkácsy-Preis
- 1991: Martyn-Preis
- 1998: Széchenyi-Preis

## Schriften
- mit Jean Cassou: Vilt Tibor. Corvina, Budapest 1972, OCLC 19767799.
- (Hrsg.): Erzsébet Schaár, Tibor Vilt. Wilhelm-Lehmbruck-Museum, Duisburg 1977, DNB 770609341.
- A Fekete Sas Patikamúzeum. Szent István Király Múzeum, Székesfehérvár 1979, DNB 952643715. Neuauflage 1988, ISBN 963-7131-16-7.
- Donner. Corvina, Budapest 1979, ISBN 963-13-0727-1.
- Az István Király Múzeum Schaár Erzsébet gyújteménye. Szent István Király Múzeum, Székesfehérvár 1980, ISBN 963-7131-17-5.
- mit Márta Kovalovszky: A kibontakozás évei 1960 körül. Szent István Király Múzeum, Székesfehérvár 1983, ISBN 963-7131-41-8.
- Mathias Braun. Corvina, Budapest 1986, ISBN 963-13-2245-9.
- Székesfehérvár. Budenz-ház. TKM, Budapest 1987, ISBN 963-555-486-9.
- Székesfehérvár. Egykori jezsuita templom és rendház. TKM, Budapest 1989, ISBN 963-555-647-0
- mit Márta Kovalovszky: Az avantgárd vége (1975–1980). Szent István Király Múzeum, Székesfehérvár 1989, ISBN 963-7390-02-2
- A tegnap szobrai. Fejezetek a magyar szobrászat közelmúltjából. Életünk, Szombathely 1992, ISBN 963-7918-22-1.
- A barokk Székesfehérvárott. Fotos von Károly Szelényi. Magyar Képek, Budapest 1993, ISBN 963-8210-11-7. Deutsch: Der Barock in Székesfehérvár. ISBN 963-8210-12-5.
- Schaár Erzsébet. Gondolat, Budapest 1995, ISBN 963-282-737-6.
- Törmelék. Autobiografie. Magvetö, Budapest 2006, ISBN 978-963-14-2527-7.
- A Bory-vár. Szent István Király Múzeum, Székesfehérvár 2009, ISBN 978-963-9279-77-3.